# Analyses/Rereadings/Theories Journal
Analyzes/Rereadings/Theories Journal (A/R/T Journal) – to recenzowane czasopismo naukowe wydawane przez Wydawnictwo Uniwersytetu Łódzkiego.

## O czasopiśmie
Analyzes/Rereadings/Theories Journal (A/R/T Journal) - to czasopismo poświęcone literaturze, filmowi i teatrowi, które zostało stworzone w celu zapewnienia forum do analizowania i dyskuskutowania kwestii mających bezpośrednie znaczenie dla współczesnych studiów literackich i kulturowych. A/R/T publikuje oryginalne artykuły, recenzje i wywiady dotyczące wszelkich tematów związanych z literaturą anglojęzyczną, sztuką i kulturą. A/R/T publikuje oryginalne artykuły, recenzje, wywiady dotyczące wszelkich tematów związanych z literaturą, sztuką i kulturą. Recenzja tekstów prowadzona jest zgodnie z modelem double blind review. Wszystkie artykuły dostępne są w Otwartym Dostępie (Open Access) na licencji CC BY-NC-ND.

## Rada Programowa
- Pirjo Ahokas (Uniwersytet w Turku, Finlandia)
- Kacper Bartczak (Uniwersytet Łódzki)
- Catherine Bates (University of Huddersfield, Wielka Brytania)
- Dorothy Clark (California State University, Northridge, USA)
- Magdalena Cieślak (Uniwersytet Łódzki)
- Kathleen Gyssels (Uniwersytet w Antwerpii)
- Charles Hatfield (Uniwersytet Stanu Kalifornia, Northridge)
- Jerzy Jarniewicz (Uniwersytet Łódzki)
- Jan Jędrzejewski (University of Ulster, Wielka Brytania)
- Ewa Kębłowska-Ławniczak (Uniwersytet Wrocławski)
- Urszula Kizelbach (Uniwersytet im. Adama Mickiewicza w Poznaniu)
- Michał Lachman (Uniwersytet Łódzki)
- Judit Molnár (Uniwersytet w Debreczynie, Węgry)
- Katarzyna Ojrzyńska (Uniwersytet Łódzki)
- Greta OIson (Uniwersytet w Gießen)
- Alex Ramon (University of Reading, Wielka Brytania)
- Norman Ravvin (Uniwersytet Concordia, Kanada)
- Sabine Schlueter (Independent scholar, Germany)
- Jadwiga Uchman (Uniwersytet Łódzki)
- Andrzej Wicher (Uniwersytet Łódzki)
- Wojciech Drąg (Uniwersytet Wrocławski)

## Redakcja
- Piotr Spyra, red. nacz. (Uniwersytet Łódzki)
- Joanna Matyjaszczyk, zastępca red. nacz. (Uniwersytet Łódzki)
- Maciej Wieczorek, red. tematyczny (Uniwersytet Łódzki)
- Maciej Grabski, korekta (Uniwersytet Łódzki)
- Charlie Ivamy, red. językowy

## Bazy
- BazHum
- CEEOL
- EBSCO
- ERIH PLUS